# Adolfo Milanés
Eliseo Euquerio Amaya Rojas (Ocaña,19 de febrero de 1882 – id. 22 de febrero de 1931), conocido en el mundo de la literatura como Adolfo Milanés, fue un poeta, escritor, periodista, cronista e intelectual colombiano.  
Usó además, los seudónimos Reix, Juancé y X.  Integró el grupo de Los Felibres junto a Edmundo Velásquez y Luis Tablanca. Ejerció como concejal de Ocaña, secretario del juzgado promiscuo municipal y diputado a la Asamblea de Norte de Santander. Fundador del periódico Ideas, (1915). También escribió artículos, crónicas, y columnas de opinión en periódicos y revistas de Cartagena, Barranquilla y en Tierra Nativa, de Bucaramanga.

## Biografía
Sus padres fueron Pompilio Amaya y María Mercedes Rojas. Bautizado en la parroquia de Santa Ana el 20 de abril de 1882. Estudió primeras letras en el Colegio de La Presentación y luego en el Colegio nacional de Ocaña. Sobrino del médico Alejo María Amaya, autor del libro Los Genitores y cofundador del Club Ocaña. Desde muy joven abrazo los ideales del Partido Liberal Colombiano, así lo cuenta él mismo:
Mi cariño por las ideas liberales, como en casi todos los mozos que nos formamos oyendo hablar horrores de la Regeneración, rayaba en delirio, era algo morboso. En esas circunstancias, y siendo alumno de segundo año del Colegio nacional de Ocaña que regentaba aquel hombre eminente y ya casi olvidado que se llamó en la vida, en la política y en las altas letras, Francisco Vergara Barros, en esas circunstancias, estalló el movimiento revolucionario del 99
En 1899 cuando da inicio la Guerra de los Mil días desea incorporarse al ejército liberal para participar en la contienda bélica, pero esa idea no llegó a realizarse, fue Secretario del juzgado promiscuo municipal, Concejal de Ocaña y diputado a la Asamblea de Norte de Santander.
Se casó con la dama ocañera Guadalupe Navarro (1915), de esta unión nacieron Daniel Enrique y María Luisa. También tuvo hijos extra matrimoniales con la abreguense Ofelia Vergel, fueron: Margarita y Efraín. Nietos suyos Alonso, Raúl, Armando, Maryluz y Euquerio (Amaya Álvarez); Armando, Carola, Marina y Cecilia (Álvarez Amaya); y Mario, Alfonso, Martha, Fernando, Rosalba, Victoria, Eduardo Luis, Lubín y Gustavo (Lobo Amaya).

### Contexto histórico
“Una Nación, una raza, un Dios" fue el lema de la Regeneración, así se llamó al movimiento político iniciado por Rafael Núñez en la segunda mitad del siglo XIX, con el cual se buscaba cambiar los parámetros establecidos en la Constitución Federal de 1863 que había creado a los Estados Unidos de Colombia.
Conservadores y liberales moderados se unieron al movimiento liderado por Rafael Núñez, todos en oposición y largas disputas con los liberales radicales que tenían el poder. El país vivía en tiempos de caos tras la guerra civil de 1876. Al tomar la presidencia de la nación el general Julián Trujillo en el 1º de abril de 1878, siendo Rafael Núñez presidente del Congreso incluyó las palabras: “estamos confrontando este preciso dilema: regeneración administrativa fundamental o catástrofe”. Y la Regeneración se hizo al poder implantado importantes cambios, hundiendo la Constitución de Rionegro reemplazada por la Carta Magna promulgada el 5 de agosto de 1886 y puesta en vigencia en el gobierno de José María Campo Serrano.
Nuñez era liberal pero se había ganado la confianza de muchos conservadores con la causa política de Regeneración, pero había dejado una serie de normas que impedía que candidatos opositores al Presidente tuvieran fácil acceso a una posible candidatura en elecciones, pero al presentarse deterioros en la salud de Núñez para 1992 el gobierno quedó a cargo del vicepresidente Miguel Antonio Caro miembro del partido conservador, sin embargo el conservatismo supo aprovechar la situación y tomando a favor las medidas ya dictadas anteriormente e imponiendo otras, lograron apoderarse completamente del gobierno, logrando reducir o sacar a los demás partidos comenzando por el liberalismo del escenario político durante los siguientes 44 años, dando inicio al periodo de la Hegemonía conservadora, periodo durante el cual partidos opositores al gobierno comprendiendo la situación en su contra, iniciaron levantamientos y conflictos violentos.
En este contexto histórico, caracterizado por una deslustrada crisis nacional, creció Euquerio Amaya. Este marco histórico coincide con el movimiento romántico que a finales del siglo XIX y principios del XX aún se conservaba en Colombia.

### Contexto cultural
La primera década del siglo XX es considerada para la literatura colombiana una de las más fecundas. Entre lasos intelectuales más destacados del momento estaban los del grupo de los tradicionalistas, los gramáticos Rufino José Cuervo y Miguel Antonio Caro; los escritores Marco Fidel Suárez, Rafael Pombo, Jorge Isaacs, Clímaco Soto Borda y el poeta Candelario Obeso, entre otros. Un segundo grupo, de acento modernista lo van a conformar Baldomero Sanín Cano y los poeta José Asunción Silva y Guillermo Valencia, entre otros. influenciados por Charles Pierre Baudelaire, Stéphane Mallarmé, Paul Verlaine y Gabriele D'Annunzio, y por los llamados parnasianos y simbolistas. Y por último La Gruta Simbólica, a la que pertenecía Julio Flórez, el poeta romántico ejerció una poderosa influencia estética en Adolfo Milanés.

## Sobre su personalidad y apariencia física.
Su amigo Enrique Pardo Farelo (Luis Tablanca), así lo recuerda:
Se destacaba de ese grupo de ocañeros la original figura de Euquerio Amaya. Su clara inteligencia, su comprensión rápida, su gusto selecto, su juicio certero, lo distinguían desde el primer momento. Veía papeles impresos y se abalanzaba a cogerlos y empezaba a leer levantando las cejas. Su voz al principio bronca y dura se le ahogaba, se le volvía un murmullo, un bisbiseo, nada, hasta engolfarse en la lectura mental, atenta, concentrada, que suspendía de pronto exclamando: ¡Qué bien!, si encontraba algún bello pensamiento, alguna imagen inesperada o una simple frase feliz. O suspendía de pronto arrojando el papel o el libro con desprecio si no le gustaba los que leía.
En 1936, el escritor pamplonés Rafael Gómez Picón, en un favorecido ensayo biográfico titulado Adolfo Milanés, que hace parte de su obra Estampillas de timbre parroquial (Editorial Renacimiento, Bogotá, 1936), escribió sobre el poeta:
Por repetidas veces recorrimos el Valle de Hacarí en la grata compañía del bardo. Enorme la cabeza, abrazada por la intrincada selva de su cabello indómito, ancho tórax de atleta, mordaz, agresiva y cortante la sonrisa, como un fino puñal acerado, las manos entre los bolsillos de los pantalones, andar desgarbado, olvido absoluto de sí mismo; todo parecía obstinarse en negar al poeta exquisito, perdurable y afortunado cantor de las cosas triviales. Y en aquel corpachón de hombre fuerte, dos espíritus a cual más de arraigado sostenían una lucha tenaz, un verdadero duelo a muerte: el poeta y el político, las curvas y las rectas.

## Muerte
Su nieto Gustavo Lobo Amaya, de una manera gráfica narra así el hecho :
En la mañana del domingo 22 de febrero de 1931 Euquerio Amaya llevó a misa a María Luisa, su hija mayor. Luego se reunió con su mejor amigo, Alejandro Prince, el farmaceuta, dueño de la Botica de Los Pobres, y con quien más tarde sería mi abuelo paterno: Marcelino Lobo Pérez, también farmaceuta y tipógrafo. Regresó al mediodía a su casa para celebrar con un almuerzo el cumpleaños numero doce de su otra hija, Margarita, mi futura mamá. Ese día le regaló un perfume. Después fue donde sus vecinos los Acosta Navarro, allí se mostró todo el tiempo muy nervioso y algo callado, lo cual no era muy frecuente pues siempre estaba de buen humor y era muy locuaz. En la tarde toda la familia, menos el segundo hijo, Daniel, fue en compañía de Matilde, una de las muchachas de servicio, al campo de un amigo. Euquerio se quedó con Ernestina, la otra empleada, con el pretexto de querer escribir algo. Más tarde le permitió salir: "Váyase que yo me tomo el chocolate y me voy para donde Alejandro". Su vecina Marcelina Navarro lo vio entrar de nuevo a su casa y entre las tres y cuatro de la tarde oyó un tiro que no supo precisar de dónde provenía,”…la bala partió certeramente…” (El hombre que fue asesinado. Milanés).
La familia regresó del paseo casi a las cinco de la tarde. La casa exhibía una extraña calma. Todos creyeron que el poeta dormía menos Guadalupe, su mujer, quien conocía sus hábitos y se inquietó ante tanto silencio: ¿Euquerio durmiendo a estas horas? De repente palideció, un horrible presentimiento había tomado cuerpo. Inmediatamente corrió a su cuarto, cuando abrió la puerta la claridad le reveló toda la magnitud de la tragedia. Guadalupe gritaba en su desesperación “Euquerio se mató, Euquerio se mató". Milanés acababa de cumplir el 19 de febrero tan solo 49 años.
Por su enfrentamiento directo con los jesuitas y su anticlericalismo de liberal consumado ya había sido considerado Milanés un apóstata, un hereje del pueblo, un meramente relapso; y su suicidio lo convirtió ipso facto en excomulgado por lo que fue sepultado fuera del cementerio, hoy su tumba está integrada al panteón.
El ingeniero y arquitecto Luís Eduardo Quintero, gran amigo de Milanés, tuvo el propósito de tomar una impresión del rostro del poeta en yeso, cuando yacía muerto, la que luego fue fundida en bronce, pero se desconoce su actual destino.
A Milanés le han dedicado elogiosas páginas Edmundo Velásquez, Luis Tablanca, Jorge Assaf, Felipe A. Molina, Gonzalo Carnevali Parilli, Jaime Barrera Parra, Luis Eduardo Páez Courvel, Jorge Pacheco Quintero, Lucio Pabón Núñez, Emmanuel Cañarete, Ciro Alfonso Lobo Serna, Rafael Gómez Picón, Emiro Quintero Jaime, Jorge Legardere, Armando Gómez Latorre, Leonardo Molina Lemus, Carlos E. Lemus, Ciro A. Osorio Quintero, Manuel Roca Castellanos, Emiro A. García Carvajalino, Victor M. Ardila, Inés Vizcaíno, Gustavo Lobo Amaya, Lucio Pabón Núñez y Jorge Meléndez Sánchez, entre otros.

## Obra
Sus primeros trabajos literarios aparecieron en el periódico Espigas, pequeña hoja periodística que dirigió juntos a Edmundo Velásquez (pseudonimo de Santiago Rizo Rodríguez) y Luis Tablanca en 1904 y con quienes conformó el grupo de los Felibres. Milanes en su papel ideologo fue más liberal, sin embargo como periodista trató de llegar mejor a sus lectores que otros autores
Encontramos producciones suyas en las revistas bogotanas de El Gráfico y Trofeos, esta última dirigida por Víctor Manuel Londoño e Ismael López (Cornelio Hispano) a quien se les atribuye parte del movimiento de modernización de la literatura en Colombia, fueron ellos quienes reprodujeron en sus páginas su célebre poesía Anima aquae, con los comentarios de rigor, considerándola de sabor verlainiano. Lo que le valió un amplio espaldarazo de la crítica nacional.
El poeta Adolfo Milanés también usó el pseudónimo de Reix, con el que se dedicó a verter a la rima todo el caudal de su sensibilidad lírica.
Fundó el periódico Ideas (1915); enteramente dirigido por él y de amplio trasfondo político lleno de asombrosas crónicas y páginas de prosa política. En su totalidad subsisten más de 200 editoriales de su autoría y una misma cantidad de columnas de prensa bajo el título de Marginales. Su recia personalidad lo hacían un hombre apto para las grandes contiendas de la crítica en la prensa que se encuentran intactas en esas páginas de vivencia perdurable. Una colección de esta hoja periodística se encuentra bajo la custodia de su nieto Raúl Amaya Álvarez.
Publicó, un año antes de su muerte, el poemario Curvas y rectas – Almácigo lírico, (1930); Editorial Minerva, Bogotá. Después de su funesto deceso, se dio a la luz pública una compilación de sus prosas, titulada Ocaña por dentro (1932), impresa en Ocaña, gracias a su pariente el escritor y periodista José Alejo Amaya Villamil; y en 1938 siendo Amaya Villamil Secretario de Educación de N. de S. se reedita Ocaña por dentro como publicación de la Dirección de Educación Pública del Norte de Santander, en la serie Biblioteca de Autores nortesantandereanos.
Una novela suya, de aire costumbrista titulada Ilva, se quedó en la imprenta de Lázaro María Alsina, tras su fallecimiento el material se perdió.

## Homenaje póstumo
El eclesiástico y académico Mons. Edwin Leonardo Avendaño dice:
En la casa donde nació y murió Milanés, para hacerle un homenaje, seguro el único efectivo, se estableció una escuela que lleva su nombre, y se puso en una de las paredes externas una altorrelieve de su rostro que ya no existe, -los infames lo tomaron para tiro al banco-, y que se conoce salvo en las fotografías que por ahí circulan; ahora, esa escuela es una de las sedes de la institución educativa José Eusebio Caro, dicho centro de formación fue establecido el 16 de septiembre de 1943